# Natural Summer days
「Natural Summer days」（ナチュラル・サマー・デイズ）は、西田ひかるの通算6枚目のシングル。1989年7月5日発売。発売元はポニーキャニオン。

## 解説
表題曲は花王「ビオレ洗顔フォーム」のコマーシャルソングとして使用された。

## 収録曲
| 全編曲: 中村哲。 |                         |            |            |      |
| #                | タイトル                | 作詞       | 作曲       | 時間 |
| 1.               | 「Natural Summer days」 | 森雪之丞   | 馬飼野康二 | 4:25 |
| 2.               | 「微妙な気持ち」        | 森本抄夜子 | 山口美央子 | 3:27 |
| 合計時間:        | 合計時間:               | 合計時間:  | 合計時間:  | 7:52 |

## 収録アルバム
Natural Summer days
- 『シルエット』
- 『VERY BEST OF HIKARU〜Theme Song, CF Song Collection〜』
- 『西田ひかる SINGLESコンプリート』